# Alexia Bertrand
Alexia Marie Lucrèce Yveline Bertrand (Wilrijk, 30 mei 1979) is een Belgisch politica voor de Open Vld en MR. Van november 2022 tot februari 2025 was ze Staatssecretaris voor Begroting en Consumentenzaken in de regering-De Croo.

## Levensloop

### Carrière
Alexia Bertrand is een dochter van Luc Bertrand, CEO en voorzitter van de holding Ackermans & van Haaren.
Ze voltooide in 1999 een tweetalige kandidatuur in de rechten aan de Facultés universitaires Saint-Louis en de Katholieke Universiteit Brussel en behaalde in 2002 een licentie in de rechten aan de Université catholique de Louvain. Als onderdeel van deze opleiding volgde ze het Erasmus-uitwisselingsprogramma aan de Universidad Pontificia Comillas in Madrid in Spanje. Tijdens haar studententijd was ze lid van het Olivaint Genootschap van België.
Van 2002 tot 2004 werkte Bertrand als advocate in handelsrecht bij het internationale advocatenkantoor Clifford Chance in Brussel, hetgeen ze combineerde met de functie van assistent in het handelsrecht aan de faculteit Rechten van de UCL, wat ze bleef tot in 2007. Van 2004 tot 2005 volgde ze vervolgens een master in de rechten aan de Harvard Law School in de Verenigde Staten, waar ze zich specialiseerde in onderhandelingstechnieken. Nadat ze was geslaagd voor het balie-examen in New York, keerde ze terug naar België. Nadien was ze van 2005 tot 2012 advocate in vennootschapsrecht in verschillende Brusselse internationale advocatenkantoren, eerst Clifford Chance en vanaf 2007 Linklaters. Van 2006 tot 2010 was ze ook onderhandelingsconsulent bij het consultancybureau Align Consulting.
Bertrand was in 2005 tevens wetenschappelijk medewerker bij een workshop over onderhandelingstechnieken aan de KU Leuven, in 2006 en 2007 onderwijsassistent bij het Harvard Program on Negotiation en van 2006 tot 2009 onderwijsassistent aan het Instituut voor Contractenrecht van de KU Leuven. Daarnaast was ze van 2010 tot 2012 wetenschappelijk medewerker aan het Crides-Jean Renault, het onderzoekscentrum voor vennootschapsrecht van de UCL. 
In februari 2012 werd Alexia Bertrand adviseur bevoegd voor justitie, asiel en migratie en economische zaken op het kabinet van vicepremier en minister van Buitenlandse Zaken Didier Reynders (MR). In oktober 2015 werd ze kabinetschef algemeen beleid voor Didier Reynders, een functie die ze tot juni 2019 uitoefende.
Van 2013 tot 2022 was Bertrand lid van de raad van bestuur van Ackermans & van Haaren. Ze was tevens bestuurder van GUBERNA (tot 2023), de Belgian American Educational Foundation en de Fondation Saint-Luc en zetelde van 2015 tot 2019 in de raad van bestuur van de SRIB/GIMB, de Brusselse gewestelijke investeringsmaatschappij.

### Politiek
In oktober 2012 werd Bertrand voor de MR voor het eerst verkozen tot gemeenteraadslid van Sint-Pieters-Woluwe. In januari 2013 werd ze eveneens verkozen tot voorzitter van de lokale MR-afdeling. Bij de gemeenteraadsverkiezingen van oktober 2018 werd de MR, met Alexia Bertrand als kandidaat-burgemeester, voor het eerst sinds 1988 niet de grootste partij in Sint-Pieters-Woluwe en bleef de burgemeesterssjerp in handen van Benoît Cerexhe (cdH). In oktober 2024 trokken Cerexhe en Bertrand met een liberaal-christendemocratische kartellijst naar de lokale verkiezingen van Sint-Pieters-Woluwe. De lijst behaalde de absolute meerderheid. Bertrand trad niet toe tot het schepencollege, maar ging wel als gemeenteraadslid zetelen.
Bij de federale verkiezingen van mei 2014 stond ze op de voorlaatste plaats van de Brusselse MR-lijst voor de Kamer van volksvertegenwoordigers, maar werd ondanks 5.861 voorkeurstemmen niet verkozen. In Brusselse verkiezingen van 2019 werd ze vanop de derde plaats van de MR-lijst verkozen in het Brussels Hoofdstedelijk Parlement. Ook werd ze afgevaardigd naar het Parlement van de Franse Gemeenschap. Van september 2019 tot november 2022 leidde Bertrand de MR-fractie in het Brussels Parlement. 
Op 18 november 2022 nam Bertrand de plaats in van Eva De Bleeker als staatssecretaris voor Begroting en Consumentenzaken in de regering-De Croo en nam ze bijgevolg ontslag uit haar parlementaire mandaten en haar bestuursmandaat bij Ackermans & van Haaren. Ze werd aangeduid namens de Open Vld en niet namens de MR, waar ze echter wel nog lid van bleef. Volgens de pers was Bertrand tot dit besluit overgegaan omdat ze vond dat MR-voorzitter Georges-Louis Bouchez haar onvoldoende politieke kansen zou hebben gegeven om haar carrière verder te ontplooien. Bertrand bleef federaal staatssecretaris tot in februari 2025. 
Bij de federale verkiezingen van juni 2024 vormden MR en Open Vld een gezamenlijke lijst in de kieskring Brussel-Hoofdstad. Alexia Bertrand kreeg de vierde plaats op de lijst toegewezen en werd met ruim 20.000 voorkeurstemmen verkozen in de Kamer van  volksvertegenwoordigers, waar ze zitting nam in de Open Vld-fractie. Na afloop van haar mandaat als federaal staatssecretaris werd Bertrand in februari 2025 fractieleider voor Open Vld in de Kamer.